# Habenaria medusa
Habenaria medusa là một loài lan đặc hữu to Java, Sumatra, Sulawesi và Borneo.

## Hình ảnh

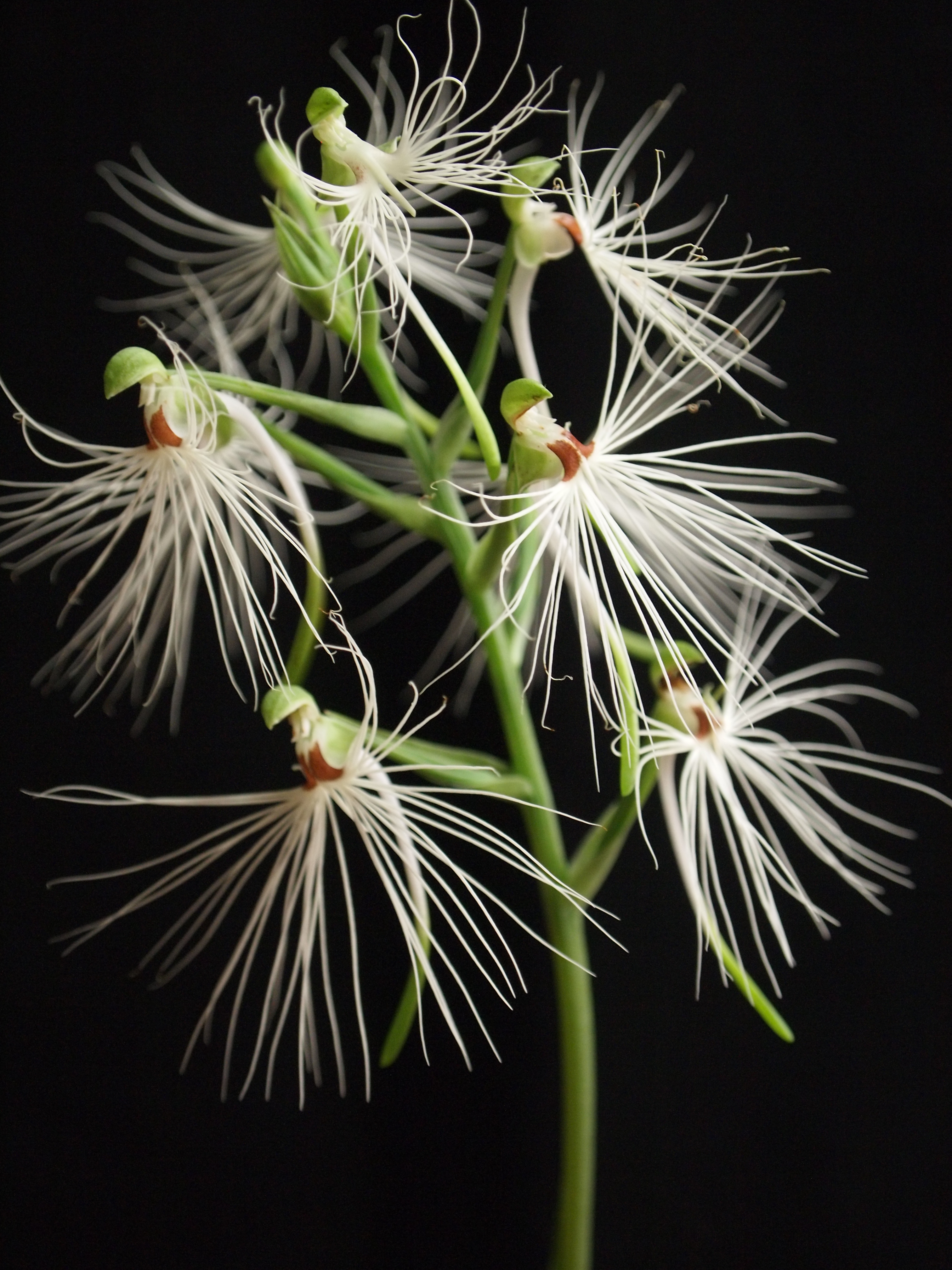
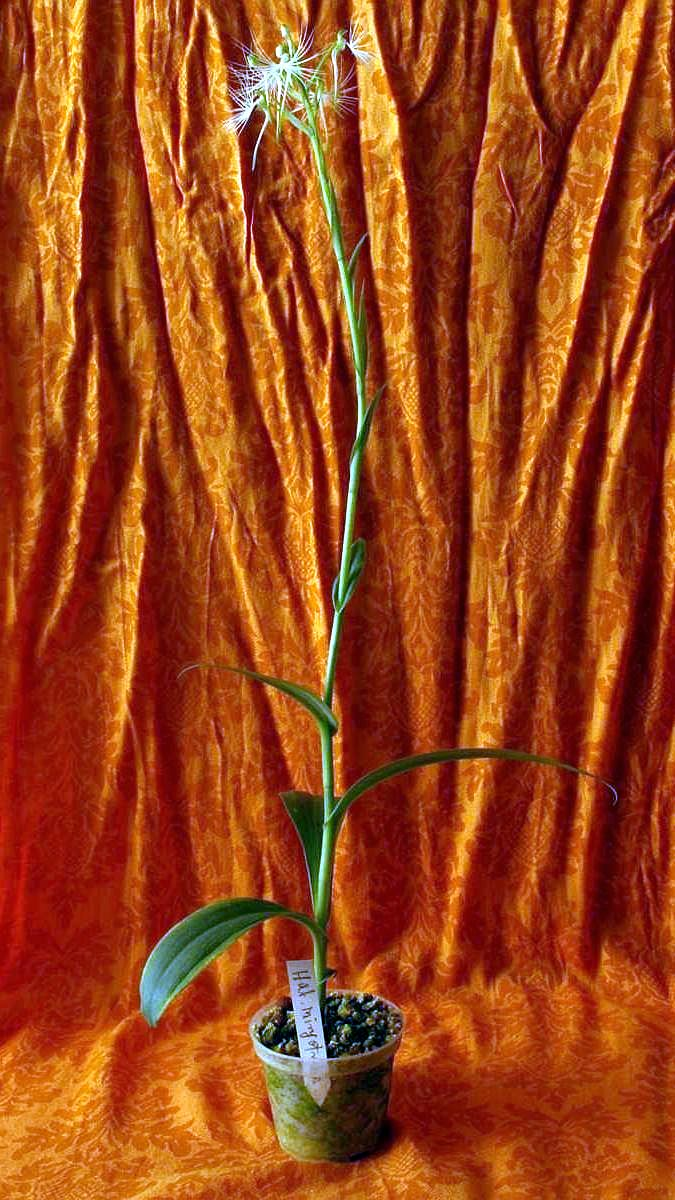
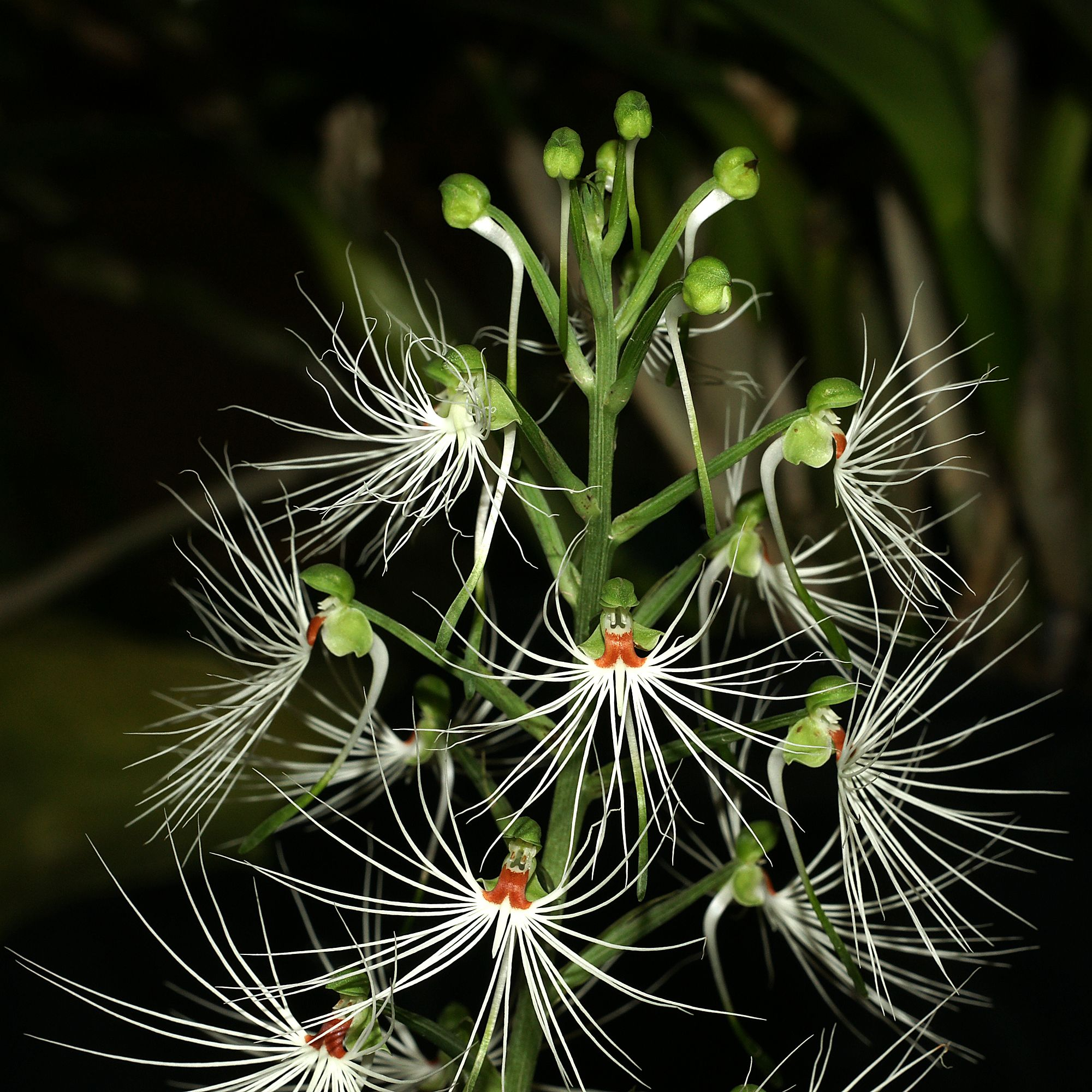
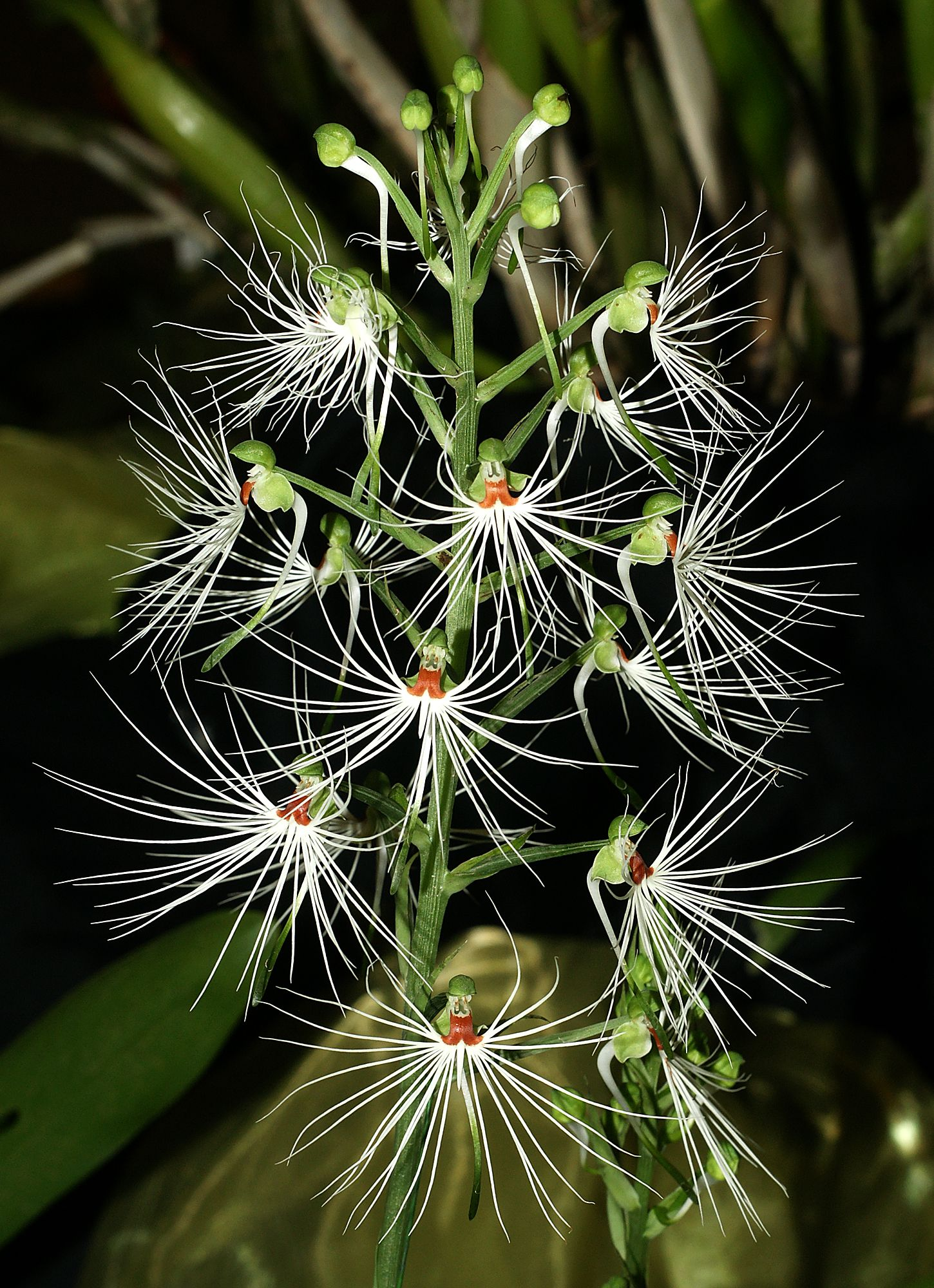